# Neptis segesta
Neptis segesta är en fjärilsart som beskrevs av Hans Fruhstorfer 1909. Neptis segesta ingår i släktet Neptis och familjen praktfjärilar. Inga underarter finns listade i Catalogue of Life.